# Radek
Radek je mužské křestní jméno slovanského původu (ženskou formou jména je Radka). Znamená „radovat se, šťastný“. Podle českého kalendáře má svátek 21. března.

## Domácí podoba
Ráďa, Radeček, Rádík, Rádinek, Radko, Raduška, Raďoušek, Raduna

## Statistické údaje
Následující tabulka uvádí četnost jména v ČR a pořadí mezi mužskými jmény ve srovnání dvou roků, pro které jsou dostupné údaje MV ČR – lze z ní tedy vysledovat trend v užívání tohoto jména:
| Rok       | Četnost    | Pořadí      |
| 1999      | 53518      | 24.         |
| 2002      | 54386      | 24.         |
| Porovnání | o 868 více | žádná změna |
| 2009      | 56341      | 26.         |

Změna procentního zastoupení tohoto jména mezi žijícími muži v ČR (tj. procentní změna se započítáním celkového úbytku mužů v ČR za sledované tři roky 1999–2002) je +2,4%.

## Známí nositelé jména
- Radek Bejbl – český fotbalista
- Radek Bělohlav – český hokejista
- Radek Bonk – český hokejista
- Radek Duda – český hokejista
- Radek Dvořák – český hokejista
- Radek Dosoudil – český fotbalista
- Radek Faksa – český hokejista
- Radko Gudas – český hokejista
- Radek Holub – český herec
- Radek Hoppe - český dabér
- Radek Hurčík – český bubeník
- Radek John – český politik, publicista, spisovatel a scenárista
- Radek Malý – český básník, publicista a překladatel
- Radek Martínek – český hokejista
- Radek Mikuláš – český paleontolog
- Radek Kašpárek – český šéfkuchař
- Radek Pilař – český výtvarník
- Radek Smoleňák – český hokejista
- Radek Suchomel – český kulturista
- Radek Štěpánek – český tenista
- Radek Tomášek – český zpěvák a kytarista

## Radek jako příjmení
- Karl Radek – ruský bolševický politik